# Corgatha dipyra
Corgatha dipyra es una especie de Lepidoptera de la familia Erebidae. Se encuentra en  Australia en Nueva Gales del Sur.

## Descripción
La polilla adulta de esta especie tiene las alas de color marrón, con líneas submarginales y los arcos de las manchas oscuras. Los márgenes de las alas anteriores están doblemente recurvados, con una cúspide. Algunos ejemplares tienen varias marcas blancas a lo largo de cada costado del ala anterior. La envergadura es de aproximadamente 1,5 cm. 

## Sinonimia
- Corgatha omopis